# С-34 (подводная лодка)
С-34 — советская дизель-электрическая торпедная подводная лодка серии IX-бис, С — «Средняя» времён Второй мировой войны. Построена в 1937—1941 годах, служила на Чёрном море, пропала без вести у побережья Болгарии в 1941 году.

## История строительства
Заложена 29 ноября 1937 года на заводе № 198 в Николаеве под заводским номером 350, спущена на воду 2 сентября 1939 года. 29 марта 1941 года вступила в строй, 21 апреля С-34 вошла в состав 2-го дивизиона 1-й бригады подводных лодок, 1 мая на лодке поднят Военно-морской флаг.

## История службы
Начало Великой Отечественной войны С-34 встретила в Севастополе за отработкой учебных задач курса боевой подготовки, числилась во второй линии.
15 июля С-34 вышла в первый боевой поход, патрулировала позицию у мыса Тарханкурт, за время нахождения на позиции никого не обнаружила, 5 августа вернулась в Севастополь и до конца августа находилась в ремонте.
4 сентября начался второй боевой поход С-34, она заняла позицию у побережья Болгарии, у мыса Шаблер. 7 сентября лодка обнаружила отряд румынских кораблей в составе эсминцев «Реджеле Фердинанд» и «Марашти», миноносцев «Налука» и «Сборул», канонерских лодок «Гикулеску» и «Думитреску», вооружённого буксира «Бессарабия». В течение следующих трёх часов командир неоднократно пытался выйти в атаку, в итоге выпустив одну торпеду по «Думитреску» с дистанции 7 кабельтовых, торпеда в цель не попала. Румынские миноносцы контратаковали обнаруженную лодку, сбросив шесть глубинных бомб, причём из-за неснятых в спешке предохранителей не все из них в итоге взорвались. С-34 получила незначительные повреждения и 21 сентября благополучно вернулась на базу.
Третий поход прошёл у мыса Эмине с 17 по 28 октября и не был богат на события, лодка никого не встретила и вернулась.
2-4 ноября С-34 перешла из Севастополя в Поти, откуда 8 ноября вышла в свой четвёртый боевой поход, ставший последним. Лодка снова отправилась на позицию у мыса Эмине, радиосообщений с неё не поступало, на базу в назначенный срок она не вернулась, погибли все 48 членов экипажа.
Из состава флота С-34 окончательно исключили 11 февраля 1942 года.
14 ноября 1941 года на болгарском побережье в районе Царево, в 30 километрах к югу от Созопола и в 20 милях к югу от назначенной лодке позиции были обнаружены тела двух советских моряков в гидрокостюмах и индивидуальных спасательных аппаратах ИСА-М. По находившимся у них документам было установлено, что это старпом С-34 старший лейтенант Виалет Лаврентьевич Душин и боцман главный старшина С-34 Фрол Дмитриевич Терехов.

## Поиски и память

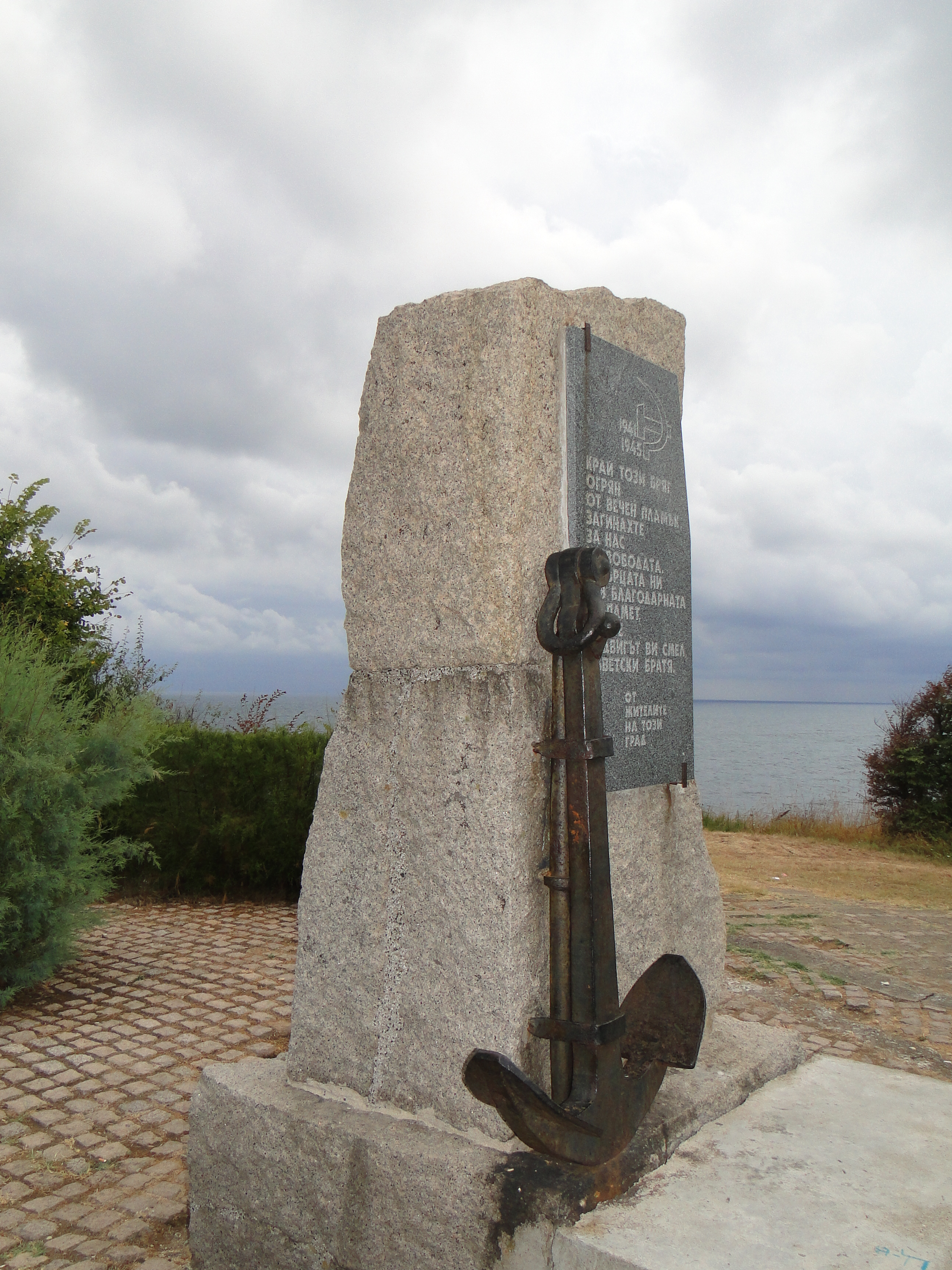
Памятник «Двум советским морякам» в Царево

В Царево, близ места находки тел, был установлен памятный знак «Двум советским морякам». Тела подводников были захоронены в Созополе в братской могиле, рядом с ней уже после войны был открыт памятник «Русским морякам-подводникам», посвящённый экипажам пяти подводных лодок, погибших в Великую Отечественную войну у побережья Болгарии. В их число кроме С-34 входят Щ-204, Щ-210, Щ-211 и Л-24.
Попытки обнаружить С-34 и пролить свет на её судьбу предпринимались неоднократно. В 1974—1975 годах в СССР и НРБ обсуждали поиск лодки, но из-за отсутствия средств планы не были осуществлены. В 2010 году поиск С-34 вели российская экспедиция «Поклон кораблям Великой Победы» и болгарская экспедиция «Охота за С-34». В прессе неоднократно появлялись сообщения об обнаружении С-34, но все они впоследствии не подтверждались. В сентябре 2010 года болгарский клуб дайверов обнаружил в 10 километрах от Варненского залива на глубине 35 метров подводную лодку, а болгарский историк и специалист по операциям подводных лодок в ВОВ Атанас Панайотов предположил, что это может оказаться С-34. Впоследствии было установлено, что длина находки составляет не 70 метров, как сперва сообщалось, а не более 28 метров, кроме того, на найденной лодке имеется иной состав артиллерийского вооружения, поэтому преобладает версия, что найдена немецкая подводная лодка времён Первой Мировой войны UB-7. 
С-34 продолжает оставаться необнаруженной, основной гипотезой причины её гибели является подрыв на болгарских или румынских минах.

## Командиры
- апрель — октябрь 1939: П. П. Цыганко
- октябрь 1939 — ноябрь 1941: Яков Моисеевич Хмельницкий, родился в 1910 году в Хмельницком, еврей, в РККФ с 1928 года, в ВКП(б) с 1931 года. До октября 1939 года более двух лет командовал подводной лодкой Щ-203[7].